# Gösta Sandahl
Gösta Sandahl (* 13. Januar 1893; † unbekannt) war ein schwedischer Eiskunstläufer, der im Einzellauf startete. Er ist der Weltmeister von 1914 und der Europameister von 1912.
Sandahl wurde 1912 Europameister in Stockholm und 1914 Weltmeister in Helsinki. Fünfmal wurde er schwedischer Meister. Der Erste Weltkrieg nahm ihm die Chance, mehr internationale Titel zu gewinnen. 1923 kam er noch einmal zurück, wurde schwedischer Meister und gewann die Bronzemedaille bei der Weltmeisterschaft in Wien.

## Ergebnisse
| Wettbewerb / Jahr           | 1911 | 1912 | 1913 | 1914 | 1916 | 1923 |
| --------------------------- | ---- | ---- | ---- | ---- | ---- | ---- |
| Weltmeisterschaft           |      |      |      | 1.   |      | 3.   |
| Europameisterschaft         |      | 1.   |      |      |      |      |
| Schwedische Meisterschaften | 1.   | 1.   | 1.   |      | 1.   | 1.   |

| Personendaten    | Personendaten               |
| ---------------- | --------------------------- |
| NAME             | Sandahl, Gösta              |
| KURZBESCHREIBUNG | schwedischer Eiskunstläufer |
| GEBURTSDATUM     | 13. Januar 1893             |
| STERBEDATUM      | 20. Jahrhundert             |